# Sazan
Sazan ili Sazanit (tal. Saseno, grč. Σάσων, Sason), mali otok koji se nalazi na ulazu u Vlorski zaljev u Albaniji. Ovaj nenaseljeni otok služi u vojne svrhe.

## Povijest
Otok je u antici bio poznat kao Saso. Tijekom povijesti pripadao je Veneciji, da bi nakon Napoleonskih ratova postao dio britanskog protektorata u sklopu Jonskih otoka.
Godine 1864., otok je ustupljen Grčkoj zajedno s ostatkom Jonskih otoka. Nakon završetka Drugog balkanskog rata 1913. godine, Italija i Austrija prisilili su Grčku na evakuaciju južnog dijela današnje Albanije.
Nakon odlaska Grka, otok je okupirala Italija 30. listopada 1914. godine, te tamo postavila vojsku. Ova okupacija je ratificirana Londonskim sporazumom 26. travnja 1915. Nakon Prvog svjetskog rata je Albanija i službeno ustupila otok Italiji, kao dio albansko-talijanskog protokola iz 1920. godine.
Otok je od 1920. do 1941. bio dio Zadarske pokrajine u Kraljevini Italiji, da bi od 1941. bio dio Kotorske pokrajine. Albanski partizani su osvojili otok u svibnju 1944., a otok je službeno postao dio Albanije Pariškim mirovnim sporazumom 10. veljače 1947. godine.
Danas otok služi u vojne svrhe, kako bi se spriječilo krijumčarenje između Albanije i Italije. Turistički posjeti otoku nisu mogući.